# باكاري كوني (لاعب كرة قدم مواليد 1998)
باكاري كوني (بالفرنسية: Bakary Koné)‏ (مواليد 27 إبريل 1998 في واغادوغو، بوركينا فاسو) هو لاعب كرة قدم بوركيني. يلعب حاليًا كمدافع لصالح نادي أولمبيك ليون في الدوري الفرنسي الدرجة الأولى. كما سبق له اللعب مع نادي ليون في فرنسا ومع نادي غينغان ومع إيتوال فيلانتي واغادوغو في بوركينا فاسو ولعب في الناشئين مع أبيدجان في ساحل العاج , كما أنه يلعب مع منتخب بوركينا فاسو لكرة القدم مُنذ عام 2010 ويبلغ طوله 188 سم.

## إحصائيات
| النادي        | الموسم        | الدوري | الدوري  | الكأس  | الكأس   | كأس الدوري | كأس الدوري | القارة | القارة  | المجموع | المجموع |
| النادي        | الموسم        | الظهور | الأهداف | الظهور | الأهداف | الظهور     | الأهداف    | الظهور | الأهداف | الظهور  | الأهداف |
| ------------- | ------------- | ------ | ------- | ------ | ------- | ---------- | ---------- | ------ | ------- | ------- | ------- |
| غينغان        | 2006–07       | 2      | 0       | 0      | 0       | 0          | 0          | -      | -       | 2       | 0       |
| غينغان        | 2007–08       | 9      | 0       | 0      | 0       | 1          | 0          | -      | -       | 10      | 0       |
| غينغان        | 2008–09       | 32     | 1       | 7      | 2       | 2          | 0          | -      | -       | 41      | 3       |
| غينغان        | 2009–10       | 31     | 1       | 1      | 0       | 3          | 0          | -      | -       | 34      | 1       |
| غينغان        | 2010–11       | 36     | 5       | 1      | 0       | 3          | 0          | -      | -       | 40      | 5       |
| غينغان        | 2011–12       | 2      | 0       | 0      | 0       | 0          | 0          | -      | -       | 2       | 0       |
| غينغان        | المجموع       | 112    | 7       | 9      | 2       | 8          | 0          | -      | -       | 129     | 9       |
| أولمبيك ليون  | 2011–12       | 28     | 2       | 4      | 0       | 0          | 0          | 9      | 2       | 41      | 3       |
| أولمبيك ليون  | المجموع       | 28     | 2       | 4      | 0       | 0          | 0          | 9      | 2       | 41      | 4       |
| المجموع الكلي | المجموع الكلي | 140    | 9       | 13     | 2       | 8          | 0          | 9      | 2       | 170     | 13      |

## الإنجازات

### النادي
غينغان
- كأس فرنسا (1): 2008–09[2]

أولمبيك ليون
- كأس فرنسا (1): 2011–12[2]

## روابط خارجية
- بكاري كونيه على موقع الاتحاد الدولي (مؤرشف)  (الإنجليزية)
- بكاري كونيه على موقع اتحاد تركيا (لاعب) (الإنجليزية)
- بكاري كونيه على موقع رابطة كرة القدم الفرنسية للمحترفين (الإنجليزية)
- بكاري كونيه على موقع قاعدة بيانات كرة القدم.إي يو (الإنجليزية)
- بكاري كونيه على موقع ليكيب (الفرنسية)
- بكاري كونيه على موقع ناشيونال فوتبول تيمز (الإنجليزية)
- بكاري كونيه على موقع Soccerbase.com (لاعب) (الإنجليزية)
- بكاري كونيه على موقع Soccerway.com (الإنجليزية)
- بكاري كونيه على موقع عالم كرة القدم.نت (الإنجليزية)
- بكاري كونيه على موقع AS.com (الإسبانية)
- صفحة اللاعب على موقع صحيفة ليكيب